# Jorge Pedro Carrión Pavlich
Jorje Pedro Carrión Pavlich (Tarma, 21 de mayo de 1950) es un prelado peruano, actual obispo de Puno.

## Biografía
Nació en Tarma el 21 de mayo de 1950. Realizó sus estudios en Alemania, y fue ordenado sacerdote el 15 de agosto de 1976 a los veintíseis años en Tarma. En su ministerio sacerdotal se desenvolvió como Secretario Adjunto de la CEP, y el 14 de febrero de 1998 como Administrador Apostólico de Puno.  El 25 de marzo de 2000, a los cuarenta y nueve años, el papa san Juan Pablo II lo nombró obispo de Puno, siendo consagrado el 7 de mayo de 2000 por el cardenal Augusto Vargas Alzamora, S.J., arzobispo de Lima; y estando como co-consagrantes el prelado Luis Sánchez-Moreno Lira, arzobispo de Arequipa y el arzobispo Rino Passigato, titular de Nova Caesaris. Consiguientemente fue reconocido por el Estado Peruano mediante una resolución suprema.
En su gestión, realizó en el año 2009 junto con el episcopado peruano la visita ad limina a Roma. En la CEP integra la Comisión Episcopal de Doctrina de la Fe y Ecumenismo.
Su trabajo pastoral, es fundamental para la evangelización de los pueblos quechua-hablantes; uno de los grandes hitos de su ministerio episcopal fue: La confrontación con la teología de la liberación; la reapertura del Seminario Conciliar San Ambrosio; La promoción del sacerdocio; Administración de  sacramentos; y durante la pandemia, la gestión de los balones de oxígeno para los más necesitados de todo el departamento de Puno. 
Monseñor Jorge Pedro, ha sido objeto de varios ataques personales por parte de un pequeño grupo (extrabajadores) del Obispado y otras entidades de la Diócesis de Puno. Del mismo modo, el ataque de las empresas cerveceras, ya que el Obispo llamó a la reflexión sobre la Fiesta de la Virgen de la Candelaria, ubicado en la ciudad de Puno.